# Vitis (Austria)
Vitis è un comune austriaco di 2 651 abitanti nel distretto di Waidhofen an der Thaya, in Bassa Austria; ha lo status di comune mercato (Marktgemeinde).
Il 1º gennaio 1970 ha inglobato i comuni soppressi di Eschenau, Eulenbach, Grafenschlag, Großrupprechts, Jaudling, Jetzles, Kleinschönau e Sparbach; fino al 28 marzo 1927 Eschenau e Grafenschlag avevano costituito un unico comune.